# Xã Ralpho, Quận Northumberland, Pennsylvania
Xã Ralpho (tiếng Anh: Ralpho Township) là một xã thuộc quận Northumberland, tiểu bang Pennsylvania, Hoa Kỳ. Năm 2010, dân số của xã này là 4.321 người.